# Podrzut myszaty
Podrzut myszaty, podrzut szary (Agrypnus murinus) – gatunek chrząszcza z rodziny sprężykowatych (Elateridae). Występuje na terenie Europy po Bliski Wschód.

## Morfologia
Dorasta do 12—17 mm długości. Ciało czarne, z wierzchu wypukłe i gęsto pokryte podłużnymi, szarymi i żółtobrązowymi łuskami, których ustawienie na przedpleczu jest pokrętne. Stopy oraz czułki z wyjątkiem członu nasadowego jasnorude. Trzeci człon czułków krótszy niż drugi. Przedplecze szersze niż dłuższe, za środkiem opatrzone garbem po każdej stronie. Boczne krawędzie przedplecza niekarbowane.

## Biologia

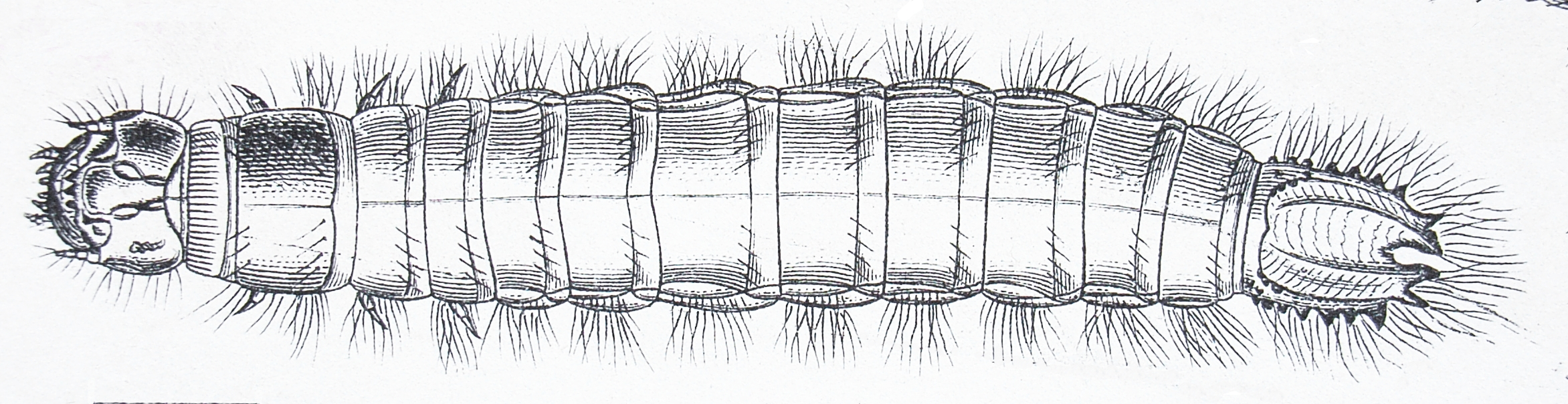
larwa

Spotykany jest od marca po wrzesień na terenach piaszczystych, gleb ogrodowych i kompostowych bogatych w organiczne związki typu humus. Jaja składa na przełomie czerwca i lipca. Larwa, której cykl rozwojowy jest kilkuletni, dorasta do ok. 30 mm. Jest barwy brunatnej do brunatnoczarnej. Jej przepoczwarczenie następuje w lipcu bądź sierpniu, przy czym imago pojawia się w kolejnym roku.
Gatunek drapieżny, larwy odżywiają się różnymi innymi larwami oraz dżdżownicami, dorosłe osobniki są tępicielami mszyc.